# Étienne Lux
Étienne Nicolas Lux (* 30. April 1925 in Straßburg; † 21. Juni 2020 in Stutzheim-Offenheim, Département Bas-Rhin) war ein französischer Politiker.

## Leben
Étienne Lux absolvierte seine berufliche Ausbildung im Bereich de Landwirtschaft an der regionalen Landwirtschaftsschule von Château-Salins in Lothringen und an der École supérieure d’agricultures d’Angers.
Nachdem er 1952 Lucienne Lux († 2003) geheiratet hatte, übernahm Étienne Lux den Hof seines Schwiegervaters Laurent Lux in Offenheim. Das Paar hatte drei Kinder.
Lux war von 1956 bis 1962 Abgeordneter in der französischen Nationalversammlung für das Département Bas-Rhin, bis 1958 in der Fraktion des Mouvement républicain populaire, anschließend in der Fraktion Républicains populaires et centre démocratique. Von 1965 an bis zur Gemeindefusion mit Stützheim 1977 war er Bürgermeister von Offenheim.
Im Lauf seiner Karriere hatte er zudem zahlreiche leitende Posten in Verbänden und Unternehmen inne. So war er Erster Stellvertretender Präsident der Landwirtschaftskammer des Elsass, Präsident der Landwirtschafts-Entwicklungsgesellschaft (SAFER) des Départements Bas-Rhin, Gründer und Vizepräsident der Schweinefleisch-Produktionsgenossenschaft SIPORC, Präsident der elsässischen Hopfenbauerngenossenschaft, stellvertretender Vorsitzender der Vereinigung für landwirtschaftliche Zusammenarbeit von Bas-Rhin (Fédération bas-rhinoise de la coopération agricole) und Präsident der regionalen elsässischen landwirtschaftlichen Rückversicherungskasse (Groupama Alsace). Weiterhin war er Mitglied mehrerer Aufsichtsräte, darunter derjenigen der zentralen Molkerei von Straßburg, der Genossenschaftsbank Crédit Mutuel für deren Zweig Elsass–Lothringen–Franche-Comté, des Pariser Verlags Institut national de gestion et d’économie rurale.

## Auszeichnungen
- Ordre du Mérite agricole (Commandeur)[2]
- Ehrenlegion (Chevalier)[2]
- Ordre national du Mérite (Chevalier)[2]